# Вагинальные выделения
Вагина́льные выделе́ния ― смесь жидкости, клеток и бактерий, которая смазывает и защищает влагалище. Она вырабатывается клетками влагалища и шейкой матки, затем выходит из организма через влагалищное отверстие. Состав, количество и качество выделений варьируются на протяжении менструального цикла и на всех стадиях сексуального и репродуктивного развития.
Нормальные выделения из влагалища могут иметь жидкую, водянистую консистенцию или густую и липкую. Они могут быть прозрачными или белого цвета. Они не имеют сильного запаха и обычно не сопровождаются зудом или болью. В то время как большая часть выделений считается физиологической нормой или отражает нормальное функционирование организма, некоторые изменения в выделениях могут отражать инфекцию или другие патологические процессы.
Инфекции, которые могут вызвать изменения в выделениях из влагалища, включают вагинальные дрожжевые инфекции, бактериальный вагиноз и инфекции, передающиеся половым путем. Характеристики аномальных выделений из влагалища варьируются в зависимости от причины, но общие признаки включают изменение цвета, неприятный запах и сопутствующие симптомы, такие как зуд, жжение, боль в области таза или боль во время полового акта.

## Нормальные выделения

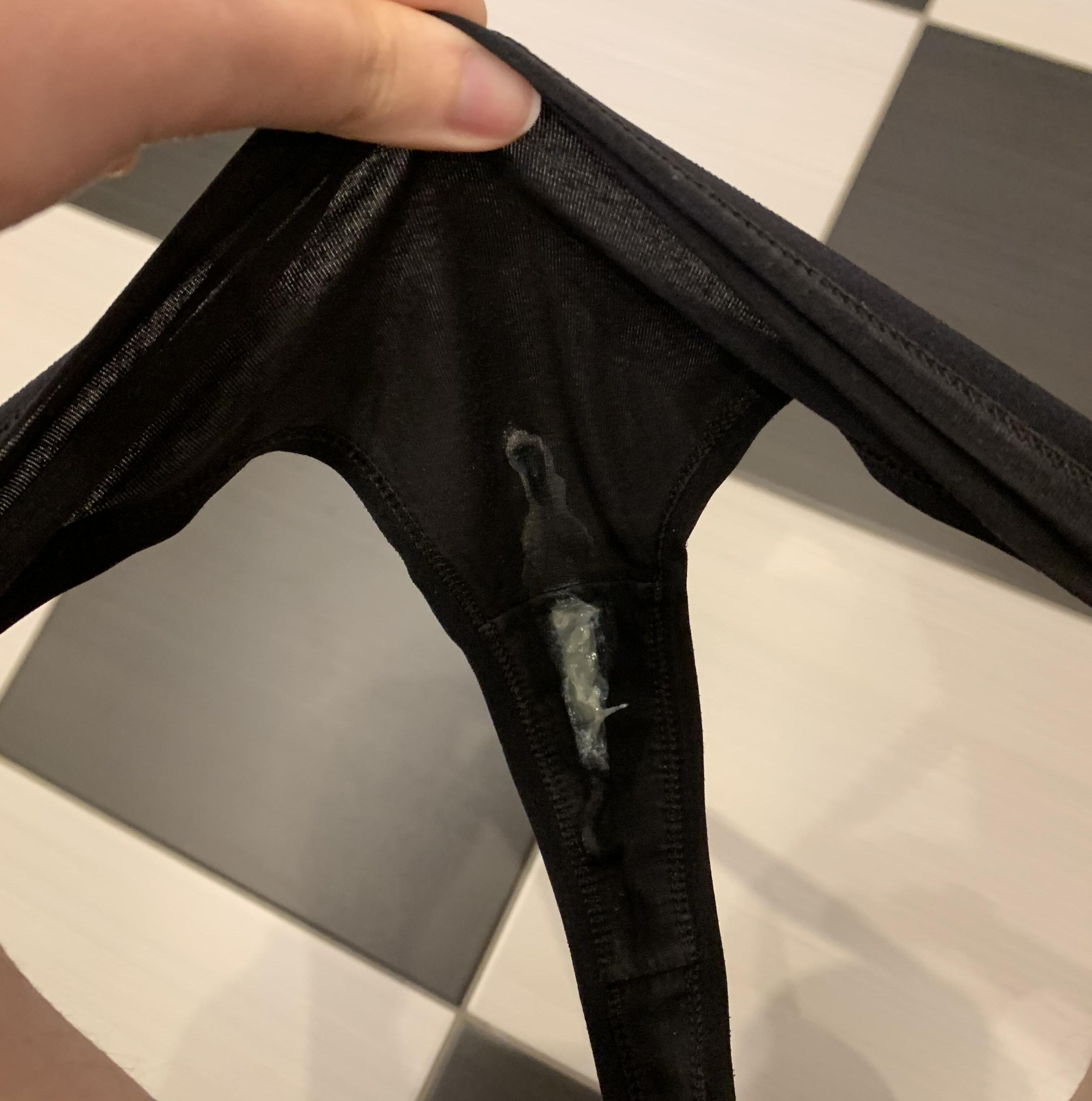
Эластичные выделения перед овуляцией

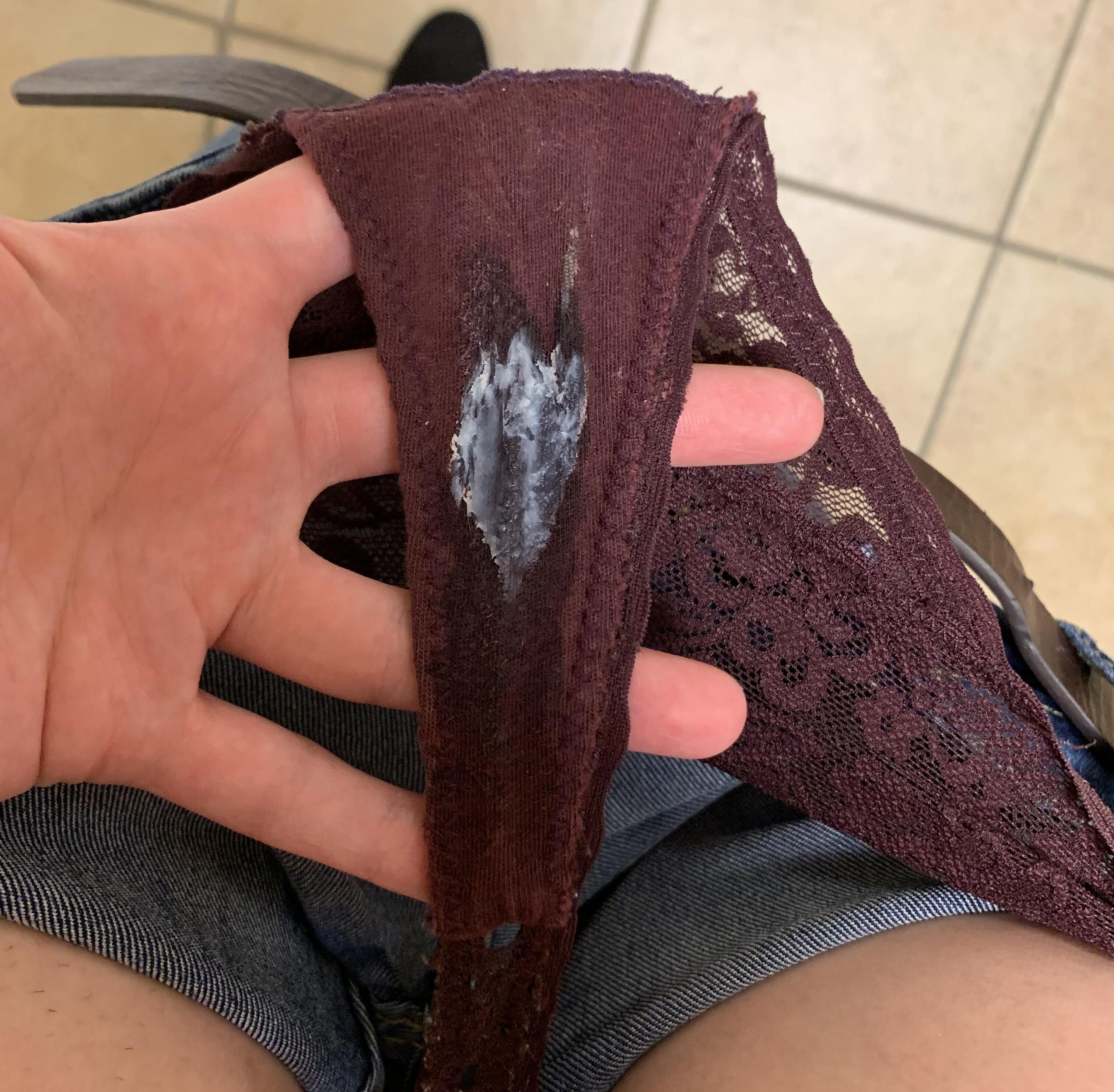
Густые выделения перед менструацией

Нормальные выделения из влагалища состоят из цервикальной слизи, вагинальной жидкости, выделяющихся клеток влагалища и шейки матки и бактерий.
Большая часть жидкости в вагинальных выделениях ― слизь, вырабатываемая железами шейки матки. Остальная часть состоит из транссудата со стенок влагалища и выделений желез (Скина и Бартолина). Твердыми компонентами или элементами являются отслоившиеся эпителиальные клетки стенки влагалища и шейки матки, а также некоторые бактерии, обитающие во влагалище. Бактерии, которые живут во влагалище, обычно не вызывают заболеваний. Фактически, они могут защитить человека от других инфекционных и инвазивных бактерий, вырабатывая такие вещества, как молочная кислота и перекись водорода, которые подавляют рост других бактерий. Нормальный состав бактерий во влагалище (вагинальная флора) может варьироваться, но чаще всего преобладают лактобактерии. В среднем на миллилитр вагинальных выделений приходится примерно 108—109 бактерий.
Нормальные выделения из влагалища прозрачные, белые или желтоватые. Консистенция может варьироваться от жидкой до густой. Запах может быть слабый или отсутствовать. Большая часть выделений скапливается в самой глубокой части влагалища и выходит из организма в течение дня. Здоровая женщина репродуктивного возраста производит 1,5 грамма (от половины до одной чайной ложки) выделений из влагалища каждый день.
Во время сексуального возбуждения и полового акта количество жидкости во влагалище увеличивается из-за набухания кровеносных сосудов, окружающих влагалище. Набухание кровеносных сосудов увеличивает объём транссудата из стенок влагалища. Транссудат имеет нейтральный рН, поэтому увеличение его выработки может временно изменить рН влагалища на более нейтральный. Семенная жидкость обладает базовым pH и может нейтрализовать кислотность во влагалище на 8 часов.
Состав и количество выделений из влагалища меняются по мере прохождения человеком различных стадий сексуального и репродуктивного развития.

### Неонатальные выделения
У новорожденных выделения из влагалища иногда появляются в первые несколько дней после рождения. Это связано с воздействием эстрогена во время внутриутробного развития. Неонатальные выделения из влагалища могут быть белыми или прозрачными со слизистой текстурой, или они могут быть кровянистыми из-за нормального кратковременного отслаивания эндометрия.

### Предпубертатные выделения
Влагалище девочек до полового созревания тоньше и имеет другую бактериальную флору. Выделения из влагалища у девочек предпубертатного возраста минимальны, рН от нейтрального до щелочного колеблется от 6 до 8. В составе бактериальной популяции у девочек предпубертатного возраста преобладает стафилококк видов, в дополнение к целому ряду анаэробов, энтерококков, кишечной палочки и лактобацилл.

### Пубертатные выделения
В период полового созревания яичники начинают вырабатывать гормон эстроген. Ещё до начала менструации (за 12 месяцев до менархе, обычно одновременно с развитием молочных желез) количество выделений из влагалища увеличивается, а их состав меняется. Эстроген способствует созреванию тканей влагалища и вызывает повышенную выработку гликогена эпителиальными клетками влагалища. Высокие уровни гликогена во влагалищном канале поддерживают рост лактобацилл по сравнению с другими видами бактерий. Когда лактобактерии используют гликоген в качестве источника пищи, они преобразуют его в молочную кислоту. Таким образом, преобладание лактобактерий во влагалищном канале создает более кислую среду. Таким образом, рН влагалища и вагинальных выделений после полового созревания колеблется между 3,5 и 4,7.

### Менструальный цикл
Количество и консистенция выделений из влагалища меняются в зависимости от менструального цикла. В первые дни после менструации выделения из влагалища минимальны, а их консистенция густая и липкая. При приближении овуляции повышение уровня эстрогена вызывает сопутствующее увеличение выделений из влагалища. Количество выделений, образующихся при овуляции, в 30 раз превышает количество, образующееся непосредственно после менструации. Выделения также меняют цвет и консистенцию в течение этого времени, становясь прозрачными и эластичной консистенции. После овуляции уровень прогестерона в организме повышается, что приводит к уменьшению количества выделений из влагалища. Консистенция выделений снова становится густой, липкой и непрозрачного цвета. Выделения продолжают уменьшаться с конца овуляции до конца менструации, а затем после менструации они снова начинают увеличиваться.

### Беременность
Во время беременности объём выделений из влагалища увеличивается в результате повышения уровня эстрогена и прогестерона в организме. Выделения обычно белые или слегка серые и могут иметь запах. Нормальные выделения при беременности не содержат крови и не вызывают зуда. рН выделений из влагалища во время беременности, как правило, более кислый, чем обычно, из-за повышенной выработки молочной кислоты. Кислая среда помогает обеспечить защиту от многих инфекций, но и делает женщин более восприимчивыми к вагинальным дрожжевым инфекциям.

### Послеродовой период
Выделения могут быть красными и обильными в течение первых нескольких дней после родов, поскольку они состоят из крови и поверхностной слизистой оболочки, которая выстилала матку во время беременности. Затем выделения должны стать более водянистыми и изменить цвет с розовато-коричневого на желтовато-белый.

### Менопауза
При снижении уровня эстрогена, которое наступает с менопаузой, влагалище возвращается в состояние, сходное с состоянием до полового созревания. В частности, ткани влагалища истончаются и становятся менее эластичными; приток крови к влагалищу уменьшается; поверхностные эпителиальные клетки содержат меньше гликогена. При снижении уровня гликогена микрофлора влагалища меняется и содержит меньше лактобактерий, а рН впоследствии повышается до диапазона 6,0-7,5. Общее количество выделений из влагалища уменьшается в период менопаузы. Это может привести к симптомам сухости и боли во время проникающего полового акта. Симптомы можно устранить с помощью вагинальных гормональных кремов.

## Аномальные выделения
Аномальные выделения могут возникать при ряде состояний, включая инфекции и дисбаланс вагинальной флоры или рН. Иногда аномальные выделения из влагалища могут не иметь известной причины. В одном исследовании, посвященном женщинам, обратившимся в клинику с жалобами на выделения из влагалища или неприятный запах во влагалище, было обнаружено, что у 34 % был бактериальный вагиноз, а у 23 % ― вагинальный кандидоз (дрожжевая инфекция). У 32 % пациентов были обнаружены инфекции, передающиеся половым путем, включая хламидиоз, гонорею, трихомонаду или генитальный герпес. Диагностировать причину аномальных выделений из влагалища может быть сложно, хотя можно использовать тест на гидроксид калия или анализ рН влагалища. Когда аномальные выделения сопровождаются жжением, раздражением или зудом вульвы, это называется вагинитом.
Важно обратиться за медицинской помощью при обнаружении аномальных выделений из влагалища. Симптомы, связанные с патологическими причинами выделений из влагалища, включают: зуд наружных половых органов, раздражение или воспаление наружных половых органов, зеленые или пенистые выделения, кровянистые выделения, не связанные с менструацией, различные запахи, новую или усиливающуюся боль, связанную с выделениями, или боль при сексе или мочеиспускании. Самолечение не рекомендуется и может ухудшить симптомы.

### Бактериальный вагиноз
Бактериальный вагиноз — инфекция, вызванная изменением вагинальной флоры. Это наиболее распространенная причина патологических выделений из влагалища у женщин детородного возраста и составляет 40-50 % случаев. При нём во влагалище наблюдается уменьшение количества бактерий, называемых лактобациллами, и относительное увеличение количества множества анаэробных бактерий, наиболее преобладающей из которых является Gardnerella vaginalis. Этот дисбаланс приводит к характерным выделениям из влагалища. Выделения имеют характерный запах рыбы, который вызван относительным увеличением количества анаэробных бактерий. Выделения обычно серые, иногда зеленые. Иногда сопровождается жжением при мочеиспускании. Зуд встречается редко. Точные причины нарушения микрофлоры влагалища, приводящие к бактериальному вагинозу, до конца не известны. Однако факторы, связанные с ним, включают прием антибиотиков, незащищенный секс, спринцевание и использование внутриматочной спирали. Роль секса при нём неизвестна, и он не считается ИППП. Диагноз ставится медицинским работником на основании внешнего вида выделений, рН выделений > 4,5, наличия клеток при просмотре собранных выделений с помощью зеркального исследования под микроскопом и характерного запаха рыбы. Бактериальный вагиноз можно лечить пероральными или интравагинальными антибиотиками, такими как метронидазол или лактобациллы.

### Вагинальная дрожжевая инфекция
Вагинальная дрожжевая инфекция или вагинальный кандидоз возникает в результате чрезмерного роста candida albicans, или дрожжей, во влагалище. Это относительно распространенная инфекция, более 75 % женщин в какой-то момент своей жизни сталкивались по крайней мере с одной дрожжевой инфекцией. Факторы риска развития дрожжевых инфекций включают недавнее применение антибиотиков, сахарный диабет, иммуносупрессию, повышенный уровень эстрогена и использование определённых противозачаточных средств, включая внутриматочные спирали, диафрагмы или губки. Это инфекция не передается половым путем. Кандидозные вагинальные инфекции распространены. По оценкам, у 75 % женщин в течение жизни будет по крайней мере одна молочница. Выделения из влагалища не всегда присутствуют при дрожжевых инфекциях, но когда они возникают, они обычно без запаха, густые, белые и комковатые.
Вагинальный зуд является наиболее распространенным симптомом кандидозного вульвовагинита. Женщины также могут испытывать жжение, болезненность, раздражение, боль при мочеиспускании или во время секса. Симптомы, описанные выше, могут присутствовать при других вагинальных инфекциях, поэтому для подтверждения диагноза необходима микроскопическая диагностика или посев. Лечение проводится внутривагинальными или пероральными противогрибковыми препаратами.

### Трихомониаз
Трихомониаз — инфекция, передающаяся половым путем. Выделения при ней обычно желтовато-зеленого цвета. Иногда они пенистые и могут иметь неприятный запах. Другие симптомы могут включать жжение или зуд во влагалище, боль при мочеиспускании или боль при половом акте. Трихомониаз диагностируют, рассматривая образец выделений под микроскопом, на предметном стекле которого видны движущиеся трихомонады . Однако у женщин с трихомонадой организм обычно обнаруживается только в 60-80 % случаев. Другие тесты, включая посев выделений или ПЦР-анализ, с большей вероятностью выявят организм. Лечение заключается в однократном приеме пероральных антибиотиков, чаще всего метронидазола или тинидазола.

### Хламидиоз и гонорея
Хламидиоз и гонорея также могут вызывать выделения из влагалища, хотя чаще всего эти инфекции не вызывают симптомов. Выделения из влагалища при хламидиозе обычно наполнены гноем, но примерно в 80 % случаев хламидиоз не вызывает никаких выделений. Гонорея также может вызывать гнойные выделения из влагалища, но гонорея также протекает бессимптомно в 50 % случаев. Если выделения из влагалища сопровождаются тазовой болью, это свидетельствует о воспалительном заболевании органов малого таза, состоянии, при котором бактерии проникли вверх по репродуктивному тракту.

### Другие причины
Проникновение во влагалище посторонних предметов может вызывать хронические выделения с неприятным запахом. Распространёнными предметами, обнаруживаемыми у подростков и взрослых, являются тампоны, туалетная бумага и предметы, используемые для сексуального возбуждения.